# 潘氏鬚蟾鰧
潘氏鬚蟾鰧為輻鰭魚綱鱸形目南極魚亞目阿氏龍鰧科的其中一種，分布於南冰洋威德爾海海域，棲息深度430-1120公尺，體長可達21公分，為底棲性魚類，屬肉食性，以端足類、多毛類、磷蝦等為食。

## 擴展閱讀
維基物種上的相關：潘氏鬚蟾鰧